# Registro de la imagen

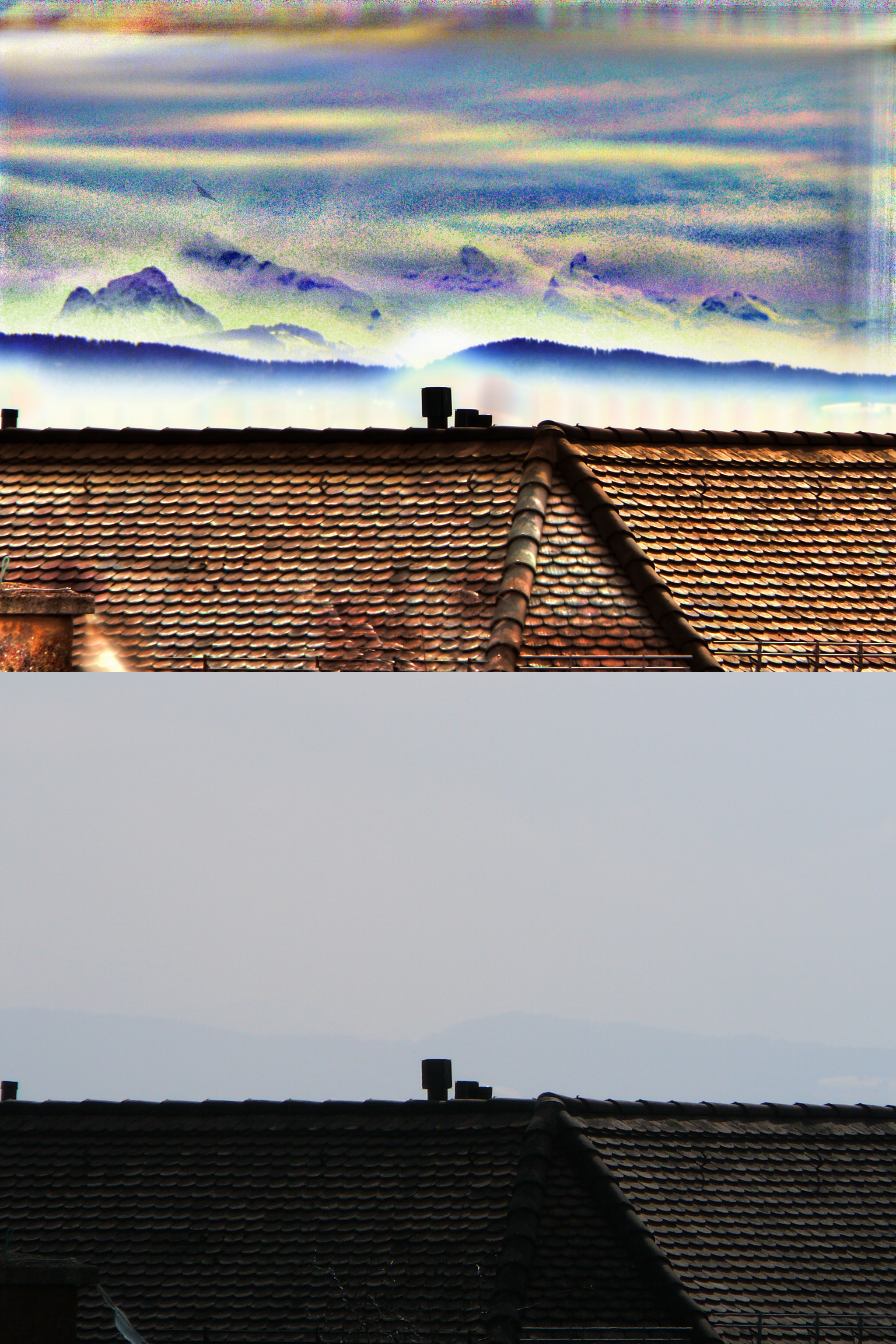
El registro y la unión de múltiples exposiciones de la misma escena mejora la relación señal a ruido, lo que permite ver cosas hasta ahora imposibles de ver. En esta imagen, los distantes Alpes se hacen visibles, aunque están a decenas de kilómetros en la neblina.

El registro de la imagen es el proceso de transformación de diferentes conjuntos de datos a un sistema de coordenadas. Los datos pueden ser múltiples fotografías, datos de diferentes sensores, de diferentes épocas o de diferentes puntos de vista. Se utiliza en visión artificial, imagen médica, reconocimiento automático de objetivo y en la recopilación y análisis de imágenes y datos de los satélites. El registro es necesario para poder comparar o integrar los datos obtenidos de estas diferentes mediciones.

## Clasificación de los algoritmos

### Basados en la intensidad versus basados en características
Los algoritmos de registro o de alineación de imágenes se pueden clasificar en basados en intensidad y basados en características. Una de las imágenes es conocida como la referencia o fuente y la segunda imagen es conocida como objetivo o detectada. El registro de la imagen consiste en la transformación espacial de la imagen de destino para alinearla con la imagen de referencia. Los métodos basados en la intensidad comparan los patrones de intensidad en las imágenes a través de métricas de correlación, mientras que los métodos basados en las características encuentran la correspondencia entre las características de las imágenes, tales como puntos, líneas y contornos. Los métodos basados en la intensidad registran imágenes completas o sub-imágenes. Si las sub-imágenes están registradas, los centros de las correspondientes sub-imágenes se consideran como puntos de características correspondientes. Los métodos basados en características establecen la correspondencia entre varios puntos en las imágenes. Conociendo la correspondencia entre varios puntos en las imágenes, una transformación se determina para mapear la imagen objetivo a las imágenes de referencia, estableciendo punto por punto, la correspondencia entre las imágenes de referencia y la objetivo.

### Modelos de transformación
Los algoritmos de registro de imágenes también se pueden clasificar de acuerdo con los modelos de transformación que utilizan para relacionar el espacio de la imagen objetivo al espacio de la imagen de referencia. La primera amplia categoría de modelos de transformación incluye las transformaciones lineales, que son la traslación, rotación, escalamiento y otras transformaciones afines. Las transformación lineales son de naturaleza global, por lo tanto, no pueden modelar diferencias geométricas locales entre las imágenes.
La segunda categoría de transformaciones permiten transformaciones "elásticas" o "no rígidas". Estas transformaciones son capaces de deformar localmente la imagen objetivo para alinearla con la imagen de referencia. Las transformaciones no rígidas incluyen las funciones de base radial (splines de placa delgada o de superficie, multicuádricas y las transformaciones soportadas compactadamente), modelos físicos continuos (líquidos viscosos) y los modelos de grandes deformaciones (difeomorfismos).

### Métodos de dominio espacial versus frecuencia
Los métodos espaciales operan en el dominio de la imagen, haciendo coincidir los patrones de intensidad o las características de las imágenes. Algunos de los algoritmos que emparejan características son derivaciones de las técnicas tradicionales para realizar el registro manual de la imagen, en el que un operador decide los correspondientes puntos de control en las imágenes. Cuando el número de puntos de control supera el mínimo requerido para definir el modelo de transformación apropiado, los algoritmos iterativos como RANSAC (RANdom SAmple Consensus) se pueden utilizar para estimar robustamente los parámetros de un tipo particular de transformación (por ejemplo, afín) para el registro de las imágenes.
Los métodos en el dominio de la frecuencia encuentran los parámetros de transformación para el registro de las imágenes mientras trabajan en el dominio de transformación. Estos métodos trabajan por simple transformación, tales como la traslación, la rotación y el escalamiento. La aplicación del método correlación de fase a un par de imágenes produce una tercera imagen que contiene un solo pico. La ubicación de este pico corresponde a la traslación relativa entre las imágenes. A diferencia de muchos algoritmos en el dominio espacial, el método de correlación de fase es insensible al ruido, las oclusiones y otros defectos típicos de las imágenes médicas o por satélite. Además, la correlación de fase utiliza la transformada rápida de Fourier para calcular la correlación cruzada entre las dos imágenes, lo que por lo general resulta en grandes mejoras en el rendimiento. Este método puede ser extendido para determinar la rotación y las diferencias de escala entre dos imágenes convirtiendo, en primer lugar, las imágenes a coordenadas polares logarítmicas. Debido a las propiedades de la Transformada de Fourier, los parámetros de rotación y de escalamiento se pueden determinar de forma invariable a la traslación.

### Métodos monomodal versus multimodal
Otra clasificación se puede hacer entre los métodos monomodales y los multimodales. Los métodos monomodales tienden a registrar las imágenes en la misma modalidad adquirida por el único tipo de escáner / sensor, mientras que los métodos de multimodales tienden a registrar las imágenes obtenidas por diferentes tipos de escáner / sensor.
Los métodos de registro multimodal se utilizan a menudo en imagen médica ya que las imágenes de un paciente se obtienen con frecuencia a partir de escáneres diferentes. Los ejemplos incluyen el registro de imágenes del cerebro por tomografía axial computarizada/ resonancia magnética o de todo el cuerpo por PET / TAC para la localización de tumores, el registro de imágenes TAC con y sin realce de contraste para la segmentación de imágenes de partes específicas de la anatomía y el registro de ultrasonido y de imágenes TAC para la localización de la próstata en radioterapia.

### Métodos automáticos versus interactivos
Los métodos de registro se pueden clasificar en función del nivel de automatización que ofrecen. Se han desarrollado métodos manuales, interactivos, semiautomáticos y automáticos. Los métodos manuales proporcionan herramientas para alinear las imágenes de forma manual. Los métodos interactivos reducen el sesgo del usuario mediante la realización de ciertas operaciones claves de forma automática mientras que todavía confían en que el usuario guíe el registro. Los métodos semiautomáticos realizan más pasos de registro de forma automática pero dependen del usuario para verificar la corrección de un registro. Los métodos automáticos no permiten la interacción del usuario y realizan todos los pasos del registro de forma automática.

### Medidas de similitud para el registro de la imagen
La similitud de imágenes es ampliamente utilizada en imagen médica. Una medida de similitud de imágenes cuantifica el grado de similitud entre los patrones de intensidad de dos imágenes. La elección de una medida de similitud de imágenes depende de la modalidad de las imágenes a ser registradas. Los ejemplos más comunes de las medidas de similitud de imágenes incluyen la correlación cruzada, la información mutua, la suma de los cuadrados de las diferencias de intensidad y la razón de uniformidad de la imagen. La información mutua y la información mutua normalizada son las medidas de similitud de imagen más populares para el registro de imágenes multimodales. La correlación cruzada, la suma de los cuadrados de las diferencias de intensidad y la razón de uniformidad de la imagen se utilizan para el registro de imágenes en la misma modalidad.

## Incertidumbre
Hay un nivel de incertidumbre asociado con el registro de las imágenes que tienen cualquier diferencia espacio-temporal. Un registro confiable con una medida de incertidumbre es fundamental para muchas aplicaciones de detección de cambios tales como el diagnóstico médico.
En las aplicaciones de teledetección en las que un píxel de imagen digital puede representar varios kilómetros de distancia en el espacio (por ejemplo, en las imágenes LandSat de la NASA), un registro de la imagen incierto puede significar que una solución podría estar a varios kilómetros de la realidad del terreno. Varios artículos notables han tratado de cuantificar la incertidumbre en el registro de imágenes con el fin de comparar los resultados. Sin embargo, muchos métodos para cuantificar la incertidumbre o estimar las deformaciones son computacionalmente intensivos o sólo se aplican a conjuntos limitados de transformaciones espaciales.

## Aplicaciones
El registro de imágenes tiene aplicaciones en teledetección (actualización de la cartografía) y visión por computador. Debido a las muchas aplicaciones a las que se puede aplicar el registro de imágenes, es imposible desarrollar un método general que esté optimizado para todos los usos.
El registro de la imagen médica (para los datos del mismo paciente tomadas en diferentes momentos, tales como la detección de cambios o el control de un tumor), a menudo, además, implica el registro elástico (también conocido como no rígido) para hacer frente a la deformación del paciente (debido a la respiración, a los cambios anatómicos y así sucesivamente). El registro no rígido de imágenes médicas también se puede utilizar para registrar los datos de un paciente para un atlas anatómico, como el atlas de neuroimágenes Talairach.
También se utiliza en astrofotografía para alinear las imágenes tomadas del espacio. Mediante los puntos de control (ingresados automática o manualmente), el computador realiza transformaciones sobre una imagen para que las principales características se alinean con una segunda imagen.
El registro de imágenes es parte esencial de la creación de imágenes panorámicas. Existen muchas técnicas diferentes que se pueden implementar en tiempo real y ejecutarse en dispositivos integrados, como cámaras y teléfonos con cámara.